# 1862 en France
Chronologie de la France
- 1858
- 1859
- 1860
- 1861
- 1862
- 1863
- 1864
- 1865
- 1866

Cette page concerne l'année 1862 du calendrier grégorien.

## Événements
- 7 janvier, Mexique : des troupes franco-anglo-espagnoles occupent Veracruz[1].

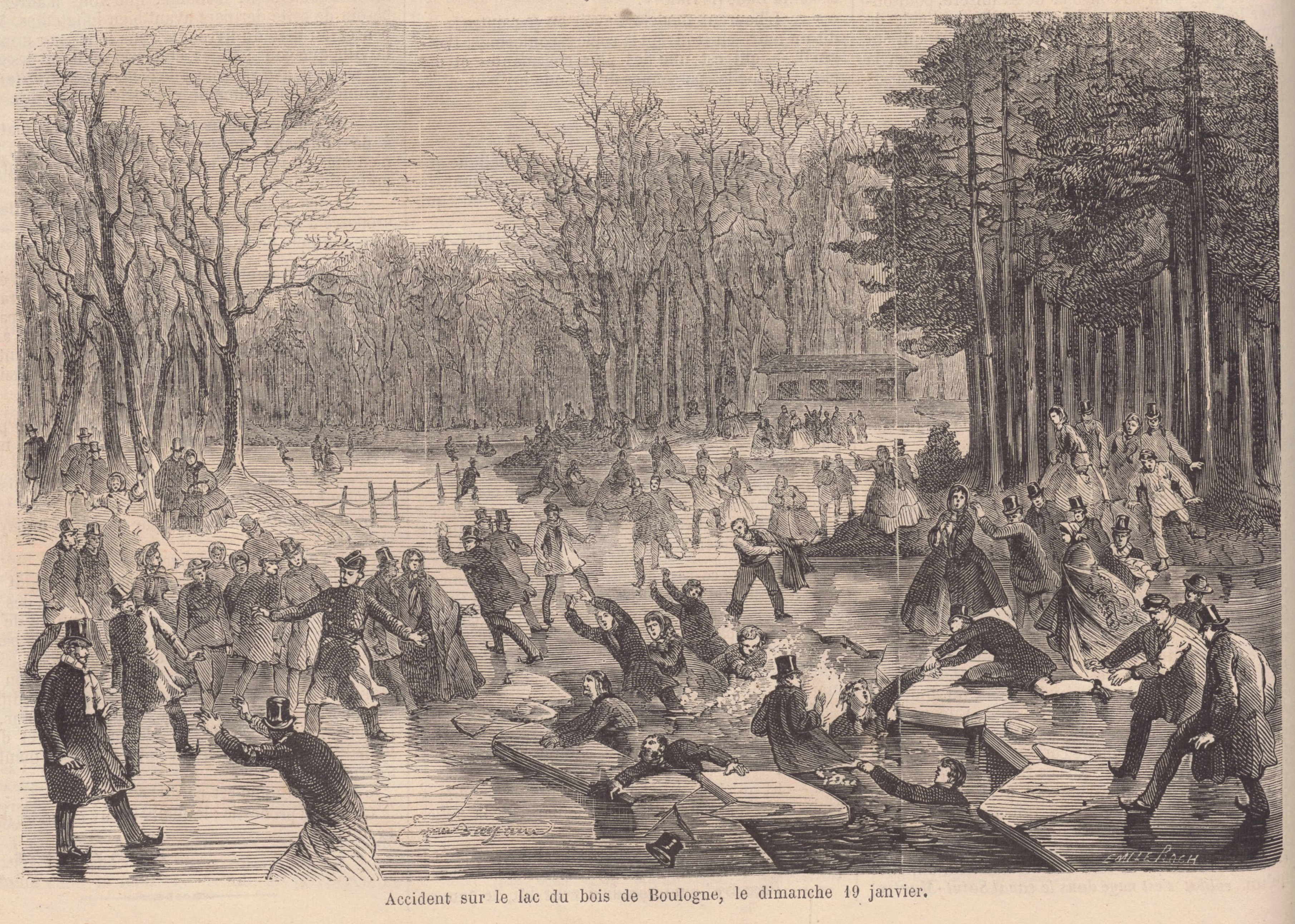
Accident du dimanche 19 janvier 1862 au bois de Boulogne - Le Monde illustré - 1er février 1862.

- 18 janvier : Accord entre la France et l'écossais John Scott pour la fondation des chantiers naval à Saint-Nazaire.
- 19 janvier : quatre patineurs se noient sur le lac gelé du bois de Boulogne[2].

- 19 février, Mexique : le président Benito Juárez réussit à neutraliser la Grande-Bretagne et l’Espagne par la convention de Soledad[1]. La France, profitant de la guerre de Sécession, continue seule la guerre (Expédition du Mexique, fin en 1867). Napoléon III, encouragé par Morny, (qui soutient les créances du banquier Jecker sur le Mexique), veut créer un empire catholique, contrepoids à la puissance des États-Unis. À en croire les réfugiés mexicains de France, victimes des libéraux, l’entreprise paraît aisée[3].

- 22 février : Ernest Renan prononce sa leçon inaugurale au Collège de France, De la part des peuples sémitiques dans l’histoire de la civilisation. Sans nommer Jésus, il déclare : « Un homme incomparable, si grand que, bien qu’ici tout doive être jugé au point de vue de la science positive, je ne voudrais pas contredire ceux qui, frappés du caractère exceptionnel de son œuvre, l’appellent Dieu, opéra une réforme du judaïsme, réforme si profonde, si individuelle, que ce fut à vrai dire une création de toutes pièces. » Quatre jours plus tard, le 26 février, son cours d’hébreu est suspendu par arrêté du ministère de l'instruction publique pour avoir exposé des doctrines injurieuse pour la foi chrétienne[4]. Dans son cours, il fait une description apocalyptique de la lourdeur de l'esprit sémite qui s'oppose au génie aryen et à son héritière la culture européenne enrichie aux sources grecques[5].

- 10 mars : déclaration de la France et du Royaume-Uni pour la garantie réciproque de l'indépendance des sultans de Mascate et de Zanzibar, soussignés par Edouard Thouvenel et Cowley[6].
- 11 mars : signature du traité d’Obock, établissant un protectorat français sur le nord du golfe de Tadjourah (République de Djibouti). La France acquiert la rade d’Obock et achète le site de Djibouti pour 10 000 thalers au sultan de Raheito[7].
- 22 mars, campagne de Cochinchine : prise de Vĩnh Long par les forces franco-espagnole[8].
- 25 mars : à la suite de la rupture des négociations entre patrons et ouvriers typographes de Paris, et à l'embauche de femmes à un tarif réduit de 30 %, cinq compositeurs de l'imprimerie Dupont sont arrêtés ; 117 ouvriers abandonnent les ateliers. Gauthier, président de la Société typographiqu, est arrêté avec vingt-cinq autres compositeurs. Devant le tribunal correctionnel (7 mai), sur sept inculpés, trois sont acquittés et quatre autres condamnés à l'emprisonnement. Une pétition signée de 2 400 ouvriers est adressée à l'Empereur le 30 mai réclamant une Chambre syndicale pour les typographes et que le tarif soit fixé par une Commission paritaire dont les décisions seront obligatoires[9].
- 29 mars : traité de libre-échange avec la France signé par la Prusse au nom du Zollverein[10].

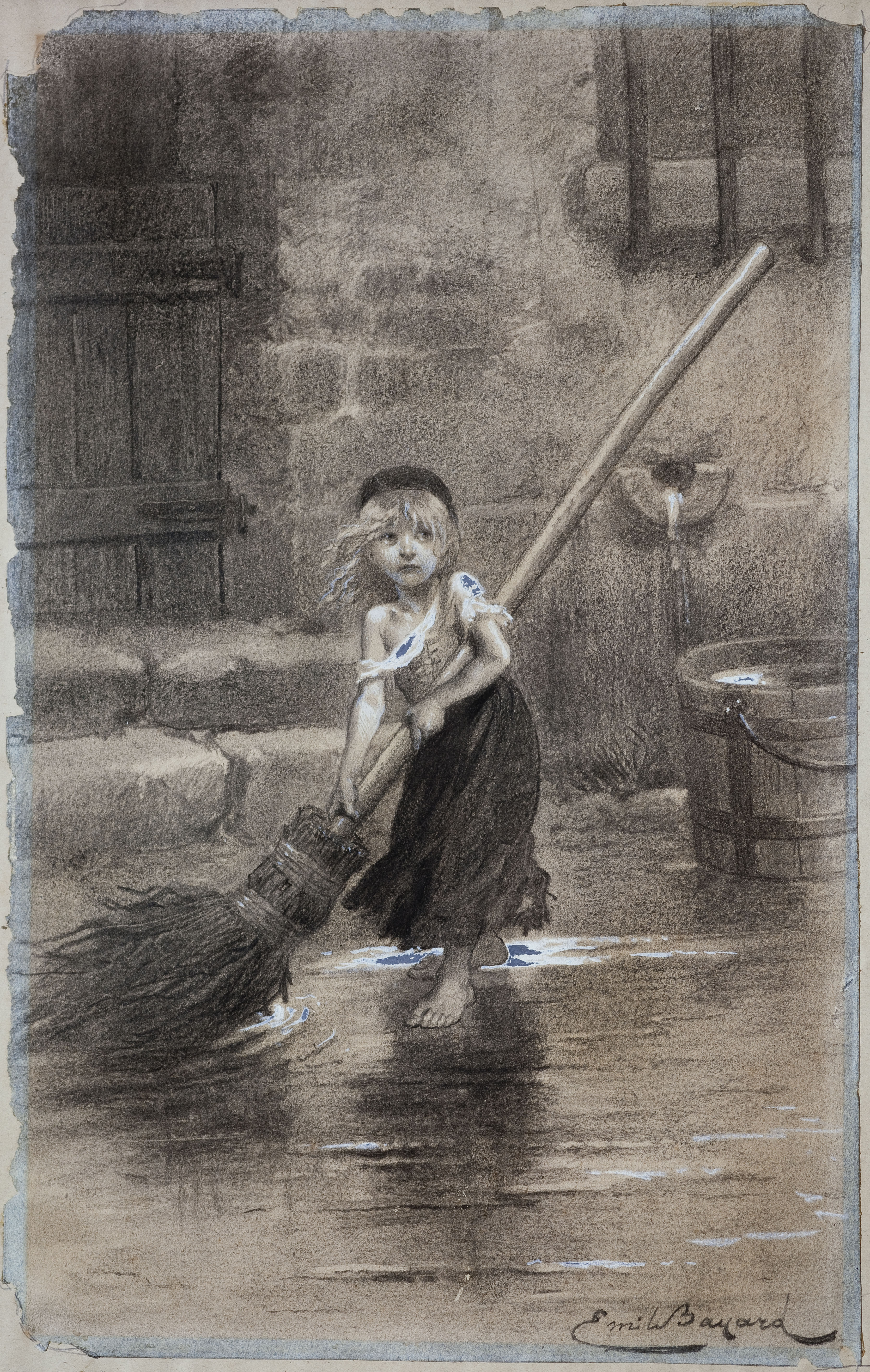
Cosette en train de balayer, dessin d'Émile Bayard pour la première édition des Misérables de Victor Hugo.

- 3 avril, 15 mai et 20 juin : publication du roman Les Misérables de Victor Hugo[11].
- 14 avril : traité de délimitation de Bayonne entre la France et l'Espagne[12].
- 29 avril : Aristide Cavaillé-Coll termine les orgues de Saint-Sulpice à Paris[13]. Celles de la cathédrale de Bayeux sont inaugurées le 12 juillet[14].

- 4 mai : victoire mexicaine à la bataille d'Atlixco[15].
- 5 mai : première bataille de Puebla, les Français sont mis en échec par le général mexicain Zaragoza[1].
- 19 mai : le pavillon français est hissé sur le territoire d'Obock[16].

- 1er juin : la France acquiert par traité le cap Lopez au Gabon[17].
- 5 juin, Annam : traité de Saïgon, par lequel l’empereur Tự Đức est contraint de céder la Cochinchine (Saïgon, Mytho et Biên Hòa, ainsi que l'île de Poulo Condor) à la France. L’empereur accorde aux chrétiens le libre exercice du culte[8].
- 9 juin : ouverture du tronçon Portet Saint Simon-Montréjeau du chemin de fer de Toulouse à Bayonne. (compagnie du Midi)[18].
- 13-14 juin : victoire française sur les mexicains à la bataille de Cerro del Borrego[1].

- 1er juillet : le général Bazaine reçoit le commandement de la 1re division d'infanterie du corps d'expédition au Mexique.
- 3 juillet : le général Forey remplace le général de Lorencez à la tête du corps expéditionnaire français au Mexique, et en même temps, il exerce les fonctions de ministre plénipotentiaire de France dans ce pays[15].
- 10 juillet : grève des ouvriers typographes de Paris ; les typographes payés à la journée réclament une augmentation équivalente à celle accordée au travailleurs aux pièces. Sur le refus de 12 des imprimeurs, 215 compositeurs abandonnent le travail. Les ouvriers délégués à la Commission mixte et les onze compositeurs qui ont présenté le nouveau tarif à la signature des patrons sont arrêtés. Par ordre de l'Empereur, les prévenus sont mis en liberté provisoire le 30 août. Le tribunal correctionnel prononce des peines d'emprisonnement et des amendes, jugement confirmé en appel le 15 novembre. Le 23 novembre, les condamnés sont graciés par l'Empereur. Sous la pression du mouvement ouvrier, la loi du 25 mai 1864 abolit le délit de coalition[9].
- 14 juillet : à Paris, la ligne de Petite Ceinture est ouverte aux voyageurs[19].

- 8 septembre : adaptation au théâtre de la Porte-Saint-Martin  du Bossu par Paul Féval[20].
- 22 septembre : Congrès International pour l'avancement des sciences sociales

- 10 novembre : Napoléon III propose, unilatéralement, un armistice de 6 mois entre les belligérants de la guerre civile américaine, supervisé par la France, le Royaume-Uni et la Russie. Refus des Britanniques et des Russes[21].
- 15 novembre : la danseuse française Emma Livry brûle sur scène lors d'un accident survenu durant la répétition générale de La Muette de Portici. Elle meurt d'une septicémie le 26 juillet 1863[22].

- 8 décembre : traité des Dappes entre la France et la Suisse[23].
- 17 décembre : déclenchement d’une insurrection contre les Français près de Tây Ninh en Cochinchine[24].
- 31 décembre : le corps expéditionnaire français au Mexique compte 28 000 hommes et 50 pièces d'artillerie[25].

- Fondation de la maison Ladurée à Paris[26].
- Publication de la troisième liste des monuments historiques[27].